# Cyperus hieronymi
Cyperus hieronymi là loài thực vật có hoa trong họ Cói. Loài này được Boeckeler mô tả chính thức lần đầu tiên vào năm 1888.